# Poul Müller
 For alternative betydninger, se Poul Müller (flertydig). (Se også artikler, som begynder med Poul Müller)
Poul Høgh Erik Müller (31. december 1909 i København – 15. september 1979 på Frederiksberg) var en dansk skuespiller.
Han gennemgik Det kongelige Teaters elevskole 1931-1933 og var herefter skuespiller ved teatret frem til 1935.
Ved Dagmarteatret 1935-1938.
Ved Aarhus Teater 1939-1946.
Ved Alléscenen, Frederiksberg Teater og Riddersalen 1946-1957.
Sidenhen optrådte han i Comediehuset.
Poul Müller nåede også en del roller i både radio og TV.

## Udvalgt filmografi
- Millionærdrengen – 1936
- Flådens blå matroser – 1937
- Frihed, lighed og Louise – 1944
- Den usynlige hær – 1945
- Sikken en nat – 1947
- Mosekongen – 1950
- Det sande ansigt – 1951
- Dorte – 1951
- Avismanden – 1952
- To minutter for sent – 1952
- Adam og Eva – 1953
- Det gælder livet – 1953
- Hendes store aften – 1954
- Himlen er blå – 1954
- Vores lille by – 1954
- Blændværk – 1955
- Der kom en dag – 1955
- Færgekroen – 1956
- Jeg elsker dig – 1957
- Bundfald – 1957
- Tre piger fra Jylland – 1957
- Ung kærlighed – 1958
- Tro, håb og trolddom – 1960
- Een blandt mange – 1961
- Sorte Shara – 1961
- To skøre ho'der – 1961
- Duellen – 1962
- Rikki og mændene – 1962
- Det tossede paradis – 1962
- Vi voksne – 1963
- Jensen længe leve – 1965
- En ven i bolignøden – 1965
- Utro – 1966
- På'en igen Amalie – 1973
- Nyt legetøj – 1977

## Eksterne links
- Poul Müller på Internet Movie Database (engelsk)
- Poul Müller på Filmdatabasen
- Poul Müller på danskefilm.dk
- Poul Müller på danskfilmogtv.dk
- Poul Müller på Scope
- Poul Müller på Svensk Filmdatabas (svensk)
- Poul Müller på The Movie Database (engelsk)
- Poul Müller på gravsted.dk